# メディアサイト
メディアサイトとは、ニュース記事や専門記事などのコンテンツで構成されるウェブサイトのこと。主に広告枠を販売することで収入を得ることを目的としている。
書き下ろしの記事を掲載する一次メディア、一次メディアの情報を二次的に掲載する二次メディアなどの種類に分けられる。